# Малое Шкундино
Малое Шкундино — деревня в Хиславичском районе Смоленской области России. Входит в состав Печерского сельского поселения. Население — 5 жителей (2007 год). 
Расположена в юго-западной части области в 17 км к югу от Хиславичей, в 41 км западнее автодороги А141 Орёл — Витебск, на берегу реки Чёрная Немка. В 41 км восточнее деревни расположена железнодорожная станция Крапивенская на линии Смоленск — Рославль. 

## История
В годы Великой Отечественной войны деревня была оккупирована гитлеровскими войсками в июле 1941 года, освобождена в сентябре 1943 года.
В 2004—2018 годах деревня входила в состав Микшинского сельского поселения. В связи с упразднением поселения законом Смоленской области № 174-з от 20 декабря 2018 года включена в состав Печерского сельского поселения. 